# Pandanus toei
Pandanus toei är en enhjärtbladig växtart som beskrevs av Harold St.John och som förekommer ifrån Thailand till Malakahalvön". Pandanus toei ingår i släktet Pandanus och familjen Pandanaceae. Inga underarter finns listade.